# Norman Daniels
Pour les articles homonymes, voir Daniels.
Norman Daniels, né Norman Arthur Danberg en 1906 et mort en 1995, est un écrivain américain, auteur sous de nombreux pseudonymes de roman policier et de roman d'espionnage. Il a également publié des romans westerns, la plupart sous le pseudonyme de Peter Grady.

## Biographie
Après des études à l'université Columbia et à l'université Northwestern, il commence des études de médecine, mais les interrompt dès la première année en raison de la crise économique. Il effectue plusieurs métiers, dont ambulancier et agent d'assurances. Il épouse Dorothy Smith en 1937, qui deviendra l'auteur de romans gothiques Dorothy Daniels.
Au début des années 1930, il commence sa carrière d'écrivain en publiant de nombreuses nouvelles dans les pulps sous différents pseudonymes. Son premier texte, Vapors of Vengeance, paraît dans Gangsters Stories en octobre 1931. En 1934, sous le nom-maison de Robert Wallace, il écrit quarante épisodes de la série The Phantom. Écrivain prolifique, il écrit près de quatre cent cinquante nouvelles. 
Après le déclin de ces magazines, il écrit des romans d'espionnage et des romans policiers. Il crée plusieurs personnages d’espions, Bruce Baron et Kelly Carvel, ainsi que John Keith. Ce dernier est le héros de plusieurs romans dont le titre original commence par Operation. Il publie en 1964 une novélisation d'après les personnages du feuilleton télévisé Arrest and Trial (en), Le Témoin fantôme (The Missing Witness) qui est le premier roman de la Série noire à aborder le thème de l'euthanasie. Mais dans sa production en littérature policière, La Ville violée (Rape of a City) est selon Claude Mesplède et Jean-Jacques Schleret « son œuvre la plus intéressante ». Sous le pseudonyme de Harrison Judd, il publie en 1961 Le Canard du doute (Shadow of a Doubt) adapté sous le titre Le Témoin par Jean-Pierre Mocky en 1978.

## Œuvre

### Romans signés Norman Daniels

#### SérieJohn Keith
- Overkill, 1964
- The Hunt Club, 1964
- Spy Ghost, 1965
- Operation K, 1965
- Operation N, 1966
  - Opération N, Série noire no 1088, 1966
- Operation VC, 1967
- Operation T, 1967
- Operation S-L, 1971

#### SérieBruce Baron
- The Baron of Hong Kong, 1967
- Baron's Mission to Peking, 1968

#### SérieKelly Carvel
- Rape of the City, 1970
  - La Ville violée, Un mystère 3e série no 184, 1972
- One Angry Man, 1971
- License to Kill, 1972

#### SérieWyndward
- Master of Wyndward, 1969
- Wyndward Fury, 1979
- Wyndward Passion, 1980 (deux courts romans)
- Wyndward Glory, 1981
- Forever Wyndward, 1984

#### Série de novélisationsDrKildare
- Dr Kildare's Finest Hour, 1963
- Dr Kildare's Secret Romance, 1963

#### Série de novélisationsThe Avengers
- The Magnetic Man, 1968
- Moon Express, 1968

#### Autres romans
- The Mausoleum Key, 1942
- Mistress on a Deathbed, 1952
- The Captive, 1959
  - Safari à New York, Inter-Police no 46, 1960
- The Deadly Game, 1959
  - Un collier qui serre, Inter-Police no 72, 1962
- Lady for Sale, 1960
- Spy Hunt, 1960
  - Une cible par la fenêtre, Inter-Espionnage no 29, 1962
- Lover, Let Me Live!, 1960
  - Série rosse, Série noire no 988, 1965
- Some Die Running, 1960
- Suddenly by Shotgun, 1961
- The Detectives, 1962 (novélisation)
- Thunder Trail, 1962 (roman western)
- Suddendly by Shotgun, 1962
- Back Trails, 1962 (roman western)
- Jennifer James, R.N., 1963
- County Hospital, 1963
- Showdown, 1963
- Something Burning, 1963
- Arrest and Trial, 1963 (novélisation)
- Gun Empire, 1963
- The Missing Witness, 1964 (novélisation)
  - Le Témoin fantôme, Série noire no 970, 1965
- The Secret War, 1964
- Batallion, 1965
- Moments of Glory, 1965
- Strike Force, 1965
- The Rat Patrol, 1966
- A Killing in the Market, 1967
- The Forbidden City, 1967
- The Surgeon, 1967
- Dark Desire, 1967
- The Tarnished Scalpel, 1968
- The Deadly Ride, 1968
- Law of the Lash, 1968
- Stanton Bishop, M.D. 1969
- The Kono Diamond 1969
- Jubal, 1970
- Slave Rebellion, 1970
- Voodoo Slave, 1970
- Meet the Smiths, 1972
- Chase 1974

### Romans signés Harrison Judd
- Shadow of a Doubt, 1961
  - Le Canard du doute, Série noire no 756, 1962
- Experiment in Fear, 1962
  - Les Ailes de la peur, Série noire no 824, 1963

### Romans signés David Wade
- John Doe – Murderer, 1942
- Walk the Evil Street, 1963
  - Mémoires à l'encre rouge, Série noire no 895, 1964

### Romans signés Peter Grady
- Two Trails to Bannack, 1956
- The Marshal of Winter Gap, 1962

### Roman signé Robert Wallace
- Murder Under the Big Top, 1965

### Nouvelles signées Norman Daniels
Nouvelles traduites en français seulement

#### dansLe Saint détective magazine
- Final Hour, 1955
  - Dernière Heure, no 17, juillet 1956
- Laura Rarely Takes Chance, 1956
  - Laura ne laisse rien au hasard, no 30, août 1957, réédition dans le recueil Histoires de crimes passionnels, Pocket no 3228, 1989
- Mascot for Murder, 1956
  - Jo-Jo la mascotte, no 38, avril 1958
- Loophole, 1961
  - L'Échappatoire, no 77, juillet 1961
- The Art of Murder, 1961
  - Le meurtre est un art, no 87, mai 1962
- One Thousand Suspects, 1962
  - Un millier de suspects, no 110, avril 1964
- The Beach House, 1965
  - La Maison sur la plage, no 130, décembre 1965

#### dansMystère magazine
- Act of Friendship, 1960
  - Le Bon Samaritain, no 166, novembre 1961
- The Town that Will Never Forget, 1960
  - Enterrement d'un assassin, no 168, janvier 1962
- The Tin Box, 1959
  - La Boîte en fer blanc, no 170, mars 1962
- The Door Without a Key, 1961
  - La Porte sans clefs, no 177, octobre 1962
- Something Has to Break, 1960
  - Un pas à sauter, no 178, novembre 1962
- The Final Touch
  - La Dernière Touche, no 182, mars 1963
- Chink in the Armor, 1960
  - Le Défaut de la cuirasse, no 183, avril 1963
- Strictly a Neighbourhood Problem
  - Le Travail d'un flic, no 190, novembre 1963
- Two Sides to Everything
  - Toute médaille a son revers, no 195, avril 1964
- Father Keough's Decision
  - Sauver un homme, no 225, octobre 1966
- Callahan's Hat, 1961
  - Le Casque de Callahan, no 227, décembre 1966
- The Retirement of Muldoon, 1962
  - Bon pour la retraite, no 245, juin 1968

#### dans un autre recueil
- Almost Perfect, 1941
  - Presque parfait, dans le recueil Histoires de crimes parfaits, Pocket no 3221, 1989

## Filmographie

### Adaptation
- 1978 : Le Témoin, adaptation du roman Le Canard du doute réalisée par Jean-Pierre Mocky[4]

## Sources
- Claude Mesplède (dir.), Dictionnaire des littératures policières, vol. 1 : A - I, Nantes, Joseph K, coll. « Temps noir », 2007, 1054 p. (ISBN 978-2-910686-44-4, OCLC 315873251), p. 528-529.
- Claude Mesplède, Les années "Série noire" : bibliographie critique d'une collection policière, vol. 2 : 1959-1966, Amiens, Editions Encrage, coll. « Travaux » (no 17), 1993 (ISBN 978-2-906389-43-4).
- Claude Mesplède, Les années "Série noire" : bibliographie critique d'une collection policière, vol. 3 : 1966-1972, Amiens, Editions Encrage, coll. « Travaux / 22 », 1994, 4 p. (ISBN 978-2-906389-53-3).
- (en) John M. Reilly (Ed.), Twentieth-century crime and mystery writers, New York, St. Martin's Press, coll. « Twentieth-century writers of the English language », 1982 (réimpr. 1991), 2e éd., 1568 p. (ISBN 978-0-312-82417-4, OCLC 6688156), p. 239-242.